# Chùa Keo (Thái Bình)
Chùa Keo có tên chữ là Thần Quang tự là một ngôi chùa ở xã Duy Nhất, tỉnh Hưng Yên. Đây là một trong những ngôi chùa cổ ở Việt Nam, được công nhận là Di tích lịch sử - văn hoá Quốc gia và Di tích quốc gia đặc biệt.